# مرکز موسیقی رایانه‌ای

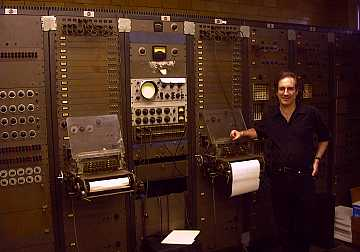
تصویری از «ویکتور»، یکی از نخستین نمونه‌های سینث‌سایزر در جهان

مرکز موسیقی رایانه‌ای (انگلیسی: Computer Music Center) یا مرکز موسیقی کامپیوتری که به اختصار «CMC» نامیده می‌شود و در دانشگاه کلمبیا واقع است، قدیمی‌ترین مرکز موسیقی رایانه‌ای و موسیقی الکترونیک در ایالات متحده آمریکا است که در سال ۱۹۵۸ بنیان نهاده شد.

این مرکز موسیقی در دههٔ ۵۰ میلادی، توسط «ولادیمیر اوساچفسکی»، «اُتو لوئنیگ»، «میلتون بابیت» و «راجر سشنز» بنیان نهاده شد و در آغاز، «مرکز موسیقی اکترونیکی کلمبیا-پرینستون» نام داشت. از سال ۱۹۵۹ میلادی، این مرکز، رسماً تحتِ حمایتِ مالیِ بنیاد راکفلر قرار گرفت.
مرکز موسیقی رایانه‌ای در شماره ۶۳۲ «پرنتیس هال»، واقع در خیابان ۱۲۵ام غربیِ نیویورک قرار دارد.